# The 15:17 to Paris
The 15:17 to Paris é um filme de drama estadunidense de 2018 dirigido por Clint Eastwood e escrito por Dorothy Blyskal, baseado na autobiografia The 15:17 to Paris: The True Story of a Terrorist, a Train, and Three American Soldiers, de Jeffrey E. Stern, Spencer Stone, Anthony Sadler e Alek Skarlatos, durante o atentado ao trem Thalys em 2015. Estrelado pelos autores da obra original, estreou em seu país de origem em 9 de fevereiro.

## Elenco
- Spencer Stone - ele mesmo[5]
- Anthony Sadler - ele mesmo[5]
- Alek Skarlatos - ele mesmo[5]
- Mark Moogalian - ele mesmo[6]
- Isabelle Risacher Moogalian - ela mesma
- Judy Greer - Joyce Eskel
- Jenna Fischer - Heidi Skarlatos
- Ray Corasani - Ayoub El-Khazzani
- Chris Norman - ele mesmo
- P. J. Byrne - Mr. Henry
- Tony Hale - Coach Murray
- Thomas Lennon - Michael Akers
- Jaleel White - Garrett Walden
- Vernon Dobtcheff
- Matthew Barnes